# 第50號交響曲 (賀凡尼斯)

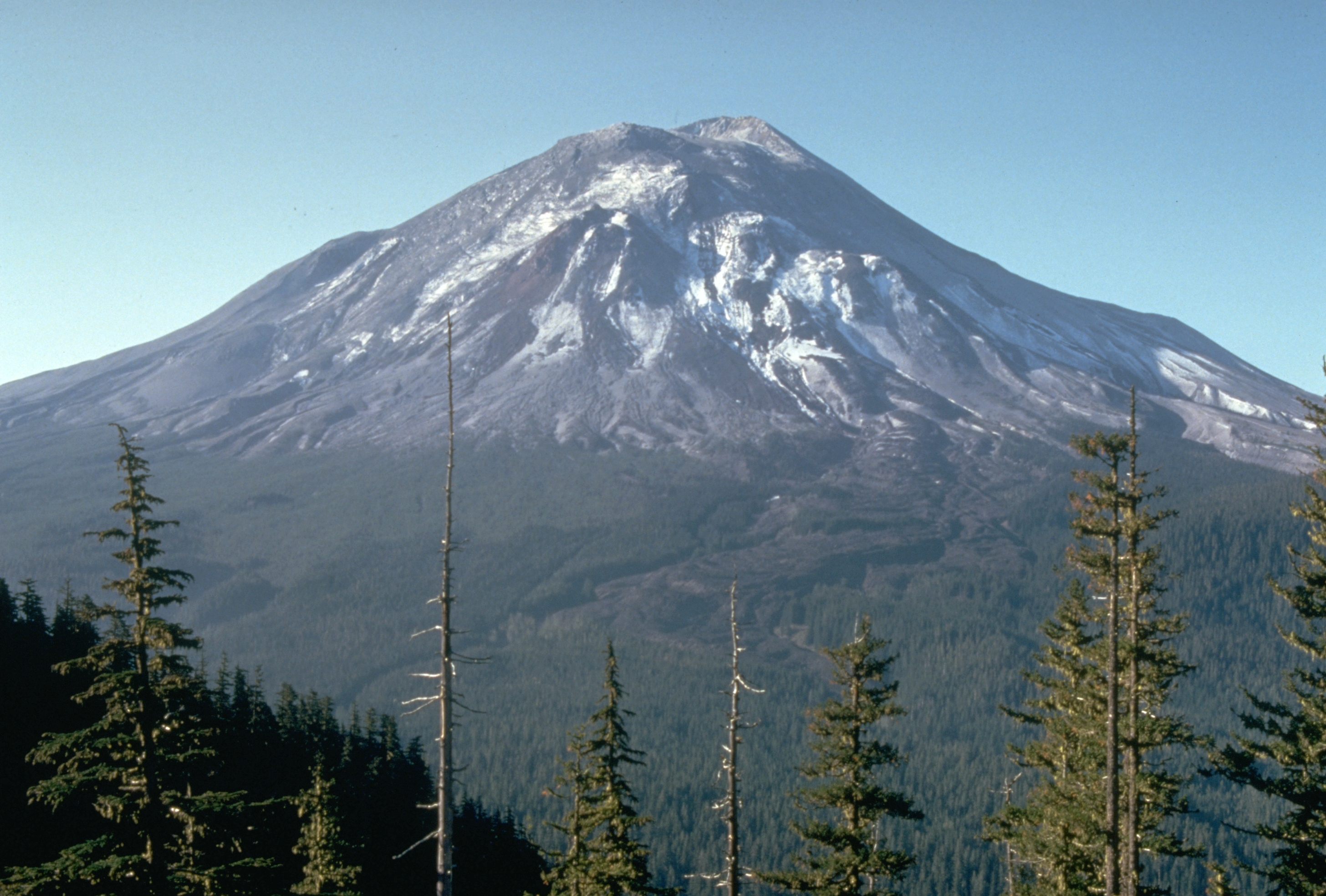
未爆發前的聖海倫火山，攝於1980年5月17日，即爆發前1天。

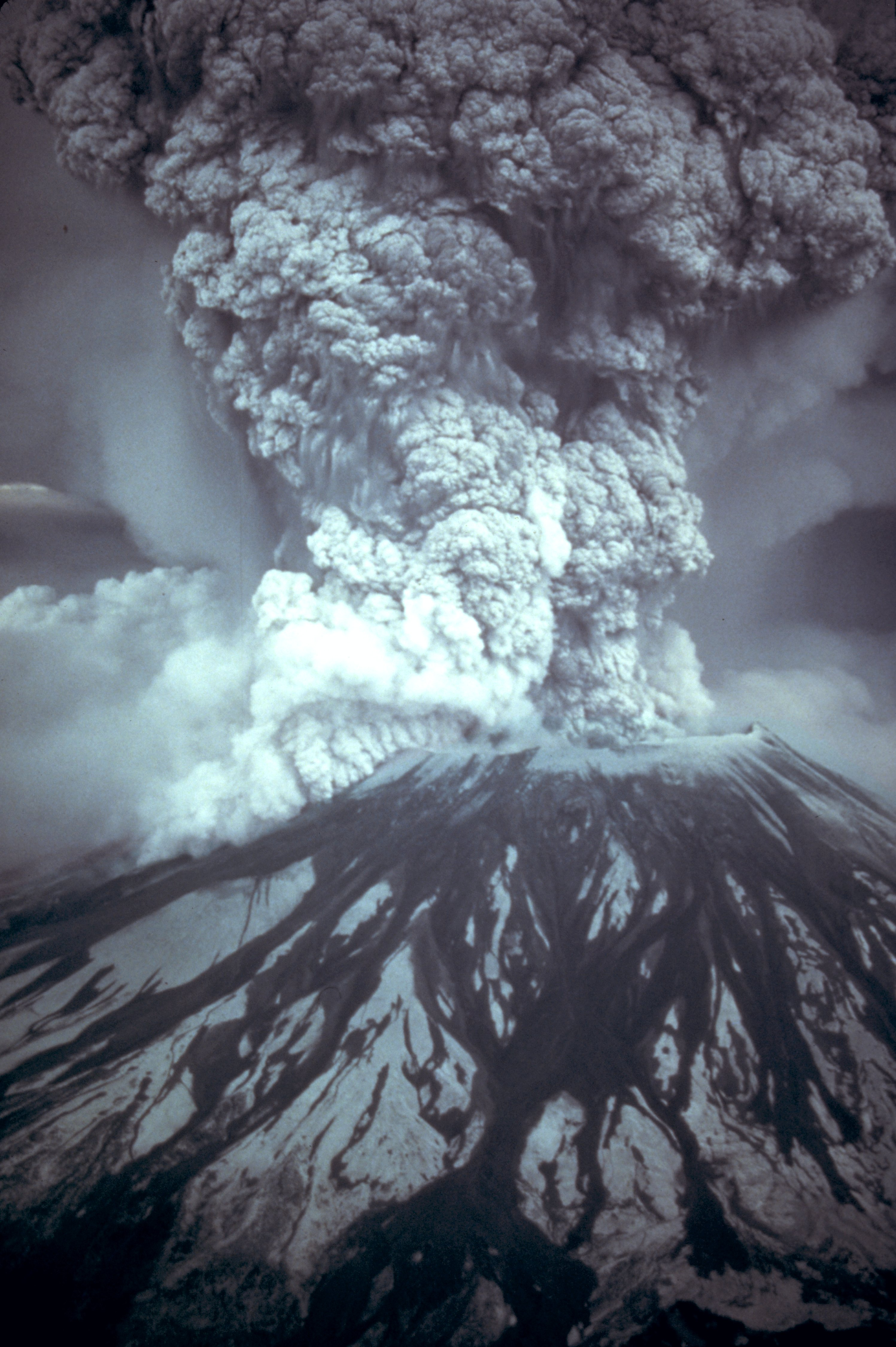
爆發中的聖海倫火山，攝於1980年5月18日。

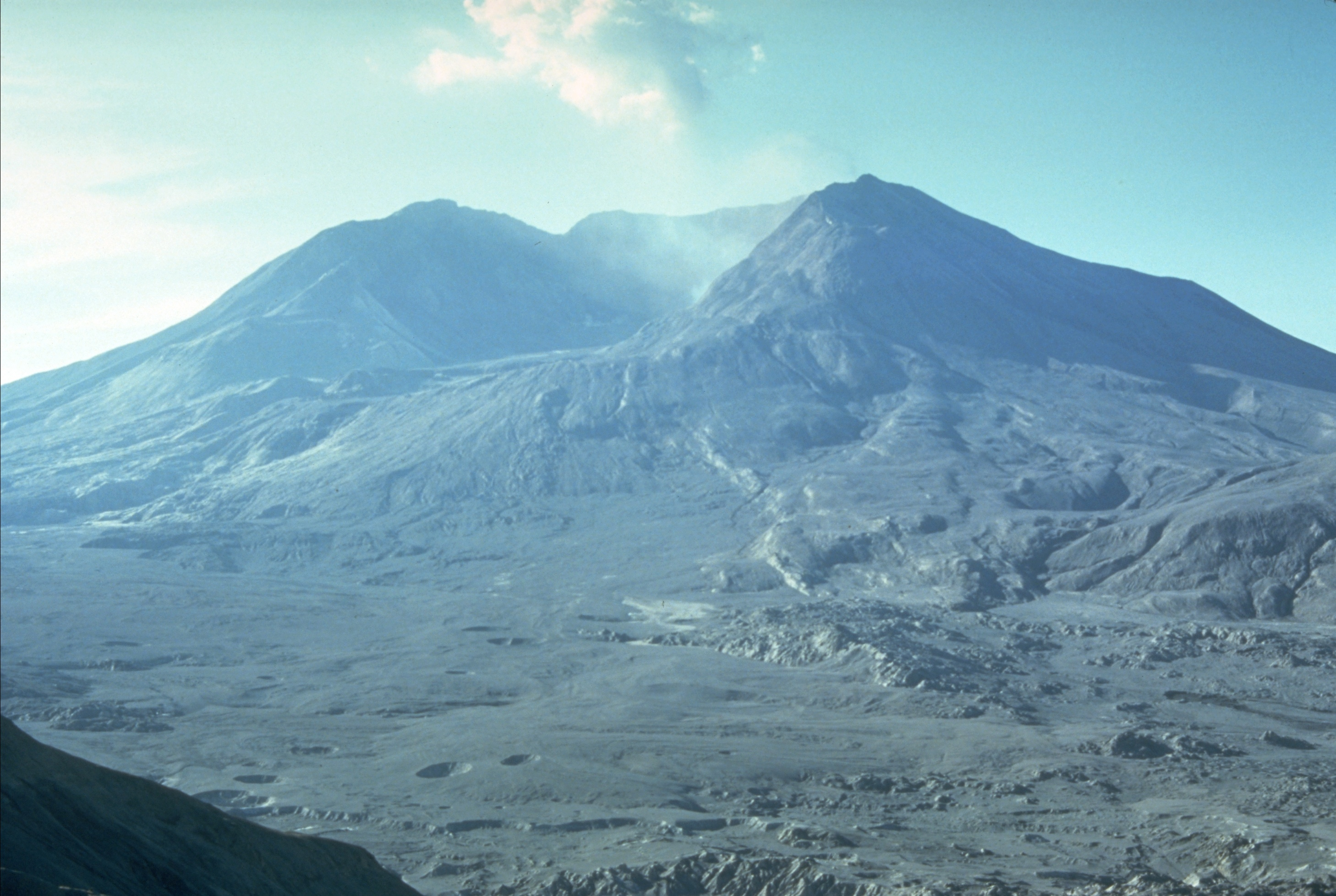
爆發後的聖海倫火山，山頂部份大幅塌下，攝於1980年9月10日。

《第50號交響曲》，作品360，是美籍亞美尼亞作曲家賀凡尼斯的交響樂作品，標題稱為「聖海倫火山」（Mount St. Helens），創作於1981至82年，並於1984年3月2日由聖荷西交響樂團首演。本曲是作曲家後期作品的代表作，亦是他眾多交響曲中較為人所認識及演奏，現時已推出多個商業錄音版本，所需的演奏時間約為32-35分鐘。
聖海倫火山位於美國華盛頓州的一座活火山，1980年5月18日，這座火山突然爆發，大量火山灰及熔岩從缺口向四圍擴散，最終導致57人遇難，包括了當時只年僅30歲，於美國地質調查局擔任火山學家的大衛·A·約翰斯頓，於最接近火山口的湖泊靈湖旁經營民宿，並在該處已居住50多年的哈里·蘭德爾·杜魯門、專拍攝火山爆發照片的美國攝影家羅拔·蘭斯伯格，以及當年任職國家地理的攝影師賴特·布力般等。

## 創作背景
作曲家一直生活在華盛頓州首府西雅圖多年至離世，因此經常都會看到聖海倫火山。一直以來，賀凡尼斯對「山」都有一種自然嚮往、尊崇的感覺，覺得它是一個充滿靈氣的地方。他不少的音樂作品，主題都圍繞著「山」為題裁，交響曲中就包括了第2、7、14、20、46，及後來寫成的第57、60、64、66和67）。
火山爆發後，賀凡尼斯立即便想為這件事譜寫成音樂；同一年，他的舊樂譜出版商彼得斯出版社發出了委約邀請，請他創作一首新作品並承諾為他發行，以紀念50年前為他發行了第1份樂譜，最後便寫成了本曲。
賀凡尼斯後期的樂譜發行，幾近全都由他妻子富士原比那子所經營的出版社負責，本曲是極少數的例外例子。

## 分析

### 樂隊編制
為標準管絃樂團編制。
- 木管樂器：3長笛、2雙簧管、英國管、2單簧管、2巴松管
- 銅管樂器：4圓號、3小號、 3長號、大號
- 敲擊樂器（5名）：定音鼓、大鼓、鑼、鐘琴、顫音琴、管鐘、踫鈸、雷鳴器
- 絃樂器：第1小提琴、第2小提琴、中提琴、大提琴、低音提琴、豎琴
- 鍵盤樂器：鋼片琴

### 樂曲結構
全曲共分為三個樂章：
- 第1樂章：行板→優美的，4/4

- 第2樂章：「靈湖（日语：Spirit Lake (Washington)）」，快板，3/4

以有音高敲擊樂器（管鐘、顫音琴、鐵片琴）及豎琴奏出以D、E、F、A、B♭（或B♮）所組成的五聲音階第一主題，並以7拍一組的定音鼓作節奏頻現句；第二主題以絃樂撥絃伴奏，並先後以英國管、巴松管、長笛及單簧管、雙簧管奏出；中段敲擊樂組重現，這次管鐘、顫音琴、鐵片琴以輪奏方式演奏以C調中國五聲音階的樂句，定音鼓改以11拍的節奏頻現句；撥絃絃樂簡短地模仿敲擊樂組後，另一個木管主題出現，但這次只由兩支長笛的對答方式展現，間中加入了第一單簧管的過場，結尾段絃樂撥現與有音高敲擊樂器將第一主題重現，定音鼓再次以7拍一組的節奏頻現句伴奏，並在圓號的弱奏長音中結束。
- 第3樂章：「火山」，慢板→快板→慢板→非常快板→莊嚴的慢板，4/4

最初由4支圓號及絃樂器奏出四小節一組、如众赞歌般的旋律，鋼片琴則重現第一樂章中的琶音，然而低音提琴卻以自由拍子的快速上、下行撥奏，預示火山正蠢蠢欲動，而這段眾贊歌的規模也很短少，只有五句。突然間所有樂器都停止演奏，只有長笛以弱奏吹出一組五聲音階（F、G♭、B♭、C♭、D）的拱型音樂動機後，傳出了定音鼓、大鼓及鑼所發出的巨響，接種而來的是鼓的持續滾奏，以及銅管樂器以輪奏方式、以最強聲量吹奏剛才長笛的音樂動機，象徵火山爆發。

## 外部連結
- Hovhaness, A: Symphony No.50 "Mount Saint Helens" Op.360, Edition Peters, EP 66020 (官方網站資料 （页面存档备份，存于）).
- ScoresonDemand 於 Issuu 有關賀凡尼斯《第50號交響曲》的瀏覧樂譜